# Isiah Kiner-Falefa
Isiah Kiner-Falefa (Honolulu, Hawaii, 23 de marzo de 1995 es un jugador estadounidense de beisbol profesional que pertenece a los Toronto Blue Jays de las Grandes Ligas (MLB).

## Carrera profesional

### Ligas Menores
Kiner-Falefa asistió al Instituto Mid-Pacific en Honolulu, Hawái. Fue seleccionado por los Texas Rangers en la cuarta ronda del Draft de las Grandes Ligas de Béisbol de 2013. Hizo su debut profesional con los Rangers de la Liga de Arizona y pasó todo el 2013 allí, bateando .322 con 11 carreras impulsadas y 12 bases robadas en 41 juegos. En 2014, jugó para los AZL Rangers, Hickory Crawdads y Spokane Indians , donde bateó .246 con 16 carreras impulsadas en 79 juegos, y en 2015, jugó con Hickory y High Desert Mavericks, donde bateó .296 con 40 carreras impulsadas en 98 juegos. Kiner-Falefa pasó el 2016 con Frisco RoughRiders, donde compiló un promedio de bateo de .256 con 27 carreras impulsadas en 108 juegos.
Kiner-Falefa jugó numerosas posiciones en la organización de los Rangers, incluyendo campocorto, segunda base, tercera base y receptor. Jugó en 2017 con Frisco, donde bateó .288 con cinco jonrones y 48 carreras impulsadas en 129 juegos. Los Rangers lo agregaron a su lista de 40 hombres después de la temporada 2017. Inauguró la temporada 2018 con el Round Rock Express , apareciendo en cinco juegos antes de ser llamado a las ligas mayores por el resto de la temporada.

### Texas Rangers
Kiner-Falefa hizo su debut en las Grandes Ligas contra Los Angeles Angels el 10 de abril de 2018. El 14 de abril, contra los Houston Astros, conectó el primer jonrón de su carrera. Kiner-Falefa apareció en 111 juegos durante su temporada de novato de 2018, bateando .261/.325/.357/.682 con 4 jonrones y 34 carreras impulsadas, mientras jugaba como receptor, tercera base, campocorto y segunda base. Abrió la temporada 2019 con los Rangers en un tándem receptor con el veterano Jeff Mathis. Kiner-Falefa fue colocado en la lista de lesionados el 7 de junio y recordado el 2 de agosto en el papel de jugador de cuadro utilitario. Terminó 2019 bateando .238/.299/.322 con un jonrón y 21 carreras impulsadas.
En la temporada 2020 acortada por la pandemia, Kiner-Falefa bateó .280/.329/.370 con 3 jonrones y 10 carreras impulsadas en 58 juegos. Fue galardonado con el premio AL Gold Glove para tercera base. Durante 158 juegos en 2021, bateó .271/.312/.357/.670 con 8 jonrones, 53 carreras impulsadas y 20 bases robadas. Lideró las ligas mayores con 136 sencillos. Defensivamente, pasó a campocorto y lideró su posición con 436 asistencias y 98 dobles matanzas.

### New York Yankees
El 12 de marzo de 2022, Texas canjeó a Kiner-Falefa, junto con el lanzador Ronny Henríquez , a los Mellizos de Minnesota por Mitch Garver. Un día después, Minnesota canjeó a Kiner-Falefa, junto con Ben Rortvedt y Josh Donaldson, a los Yankees de Nueva York por Gary Sánchez y Gio Urshela.